# Joy Ellis
Joy Ellis (Kent, 1947) è una scrittrice britannica.

## Biografia
Nata nella contea non metropolitana inglese Kent, ha vissuto a Londra per molto anni della sua vita. In seguito si trasferisce a Lincolnshire dove vive attualmente con la sua compagna Jacqueline. Jacqueline è una ex poliziotta, essa infatti ha ispirato il personaggio protagonista inventato dalla Ellis nei suoi libri.

## Opere
- ”Dieci piccoli indizi”
- ”Il cadavere nella palude”
- ”Darkness on the Fens” (La palude della morte)
- Un omicidio nel silenzio, Ed. PIEMME, 2024, ISBN 9788856691153